# ضمادة سائلة

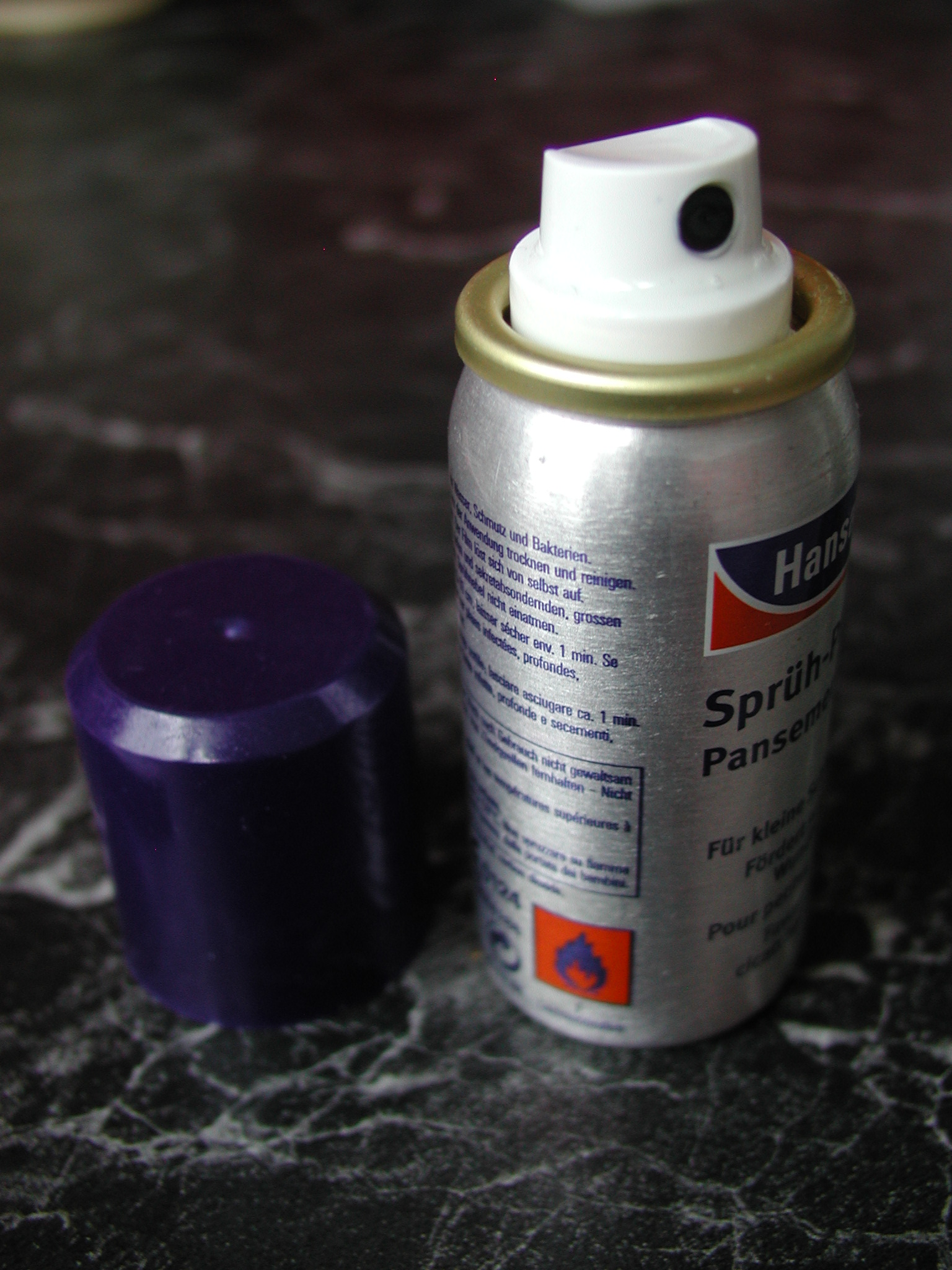

الضمادة السائلة هي علاج موضعي للجلد والتقرحات الصغيرة التي تباع بواسطة العديد من الشركات. المنتج عبارة عن خليط من المواد الكيميائية التي تخلق طبقة بوليمرية ترتبط بالجلد. هذه الطبقة تحمي الجرح عن طريق حمايته من الأوساخ والجراثيم والحفاظ على رطوبته.
لسرعة المفعول، تستخدم لاصقة تفاعلية لإصلاح الجروح العميقة أو الجروح الناتجة من الجراحات، انظر السيانوأكريلات (على وجه التحديد ثنائي أوكتيل السيانوأكريلات).

## التصميم
عادة ما تكون الضمادة السائلة عبارة عن بوليمر مذاب في مذيب (عادة الماء أو الكحول)، وأحيانًا مع مطهر إضافي ومخدر موضعي، على الرغم من أن الكحول في بعض العلامات التجارية قد يخدم نفس الغرض. تحمي هذه المنتجات الجرح بتشكيل طبقة رقيقة من البوليمر عندما تتبخر المادة الحاملة. قد تشتمل البوليمرات المستخدمة على بولي فاينيل بيروليدون (قائم على الماء)، نيتروسيليلوز، بوليمرات أكريليت أو سيلوكسين.
بالإضافة إلى استخدامها في استبدال الضمادات التقليدية في الجروح الصغيرة والخدوش، فقد وُجدوت لها استخدامات في العيادات الجراحية والبيطرية، لأنها تسبب صدمة أقل، ولا يجب إزالتها مثل الغرز والدبابيس. تجد الضمادات السائلة استخدامًا متزايدًا في ميدان القتال، حيث يمكن استخدامها لإغلاق الجرح بسرعة مؤقتا حتى يمكن الحصول على العناية الطبية المناسبة.

## التطورات الحديثة
هناك نوع جديد من الضمادة السائلة يشمل الأحماض الأمينية لتشكيل روابط الببتيد مباشرة مع الجلد. يستطيع هذا المنتج تقليل النزيف أثناء الجراحة وبعدها.